# Маршалл (округ, Западная Виргиния)
Округ Маршалл (англ. Marshall County) располагается в США, штате Западная Виргиния. Официально образован 12 марта 1835 года. По состоянию на 2010 год, численность населения составляла 32 674 человек. Центр округа — Маундсвилл.

## География
По данным Бюро переписи США, общая площадь округа равняется 808 км², из которых 790 км² суша и 18 км² или 2,2 % это водоёмы.

### Соседние округа
- Огайо (Западная Виргиния) — север
- Вашингтон (Пенсильвания) — северо-восток
- Грин (Пенсильвания) — восток
- Уэтзел (Западная Виргиния) — юг
- Монро (Огайо) — юго-запад
- Белмонт (Огайо) — северо-запад

## Демография
По данным переписи населения 2000 года в округе проживает 35 519 жителей в составе 14 207 домашних хозяйств и 10 101 семей. Плотность населения составляет 45 человек на км². На территории округа насчитывается 15 814 жилых строений, при плотности застройки 20 строений на км². Расовый состав населения: белые — 98,40 %, афроамериканцы — 0,43 %, коренные американцы (индейцы) — 0,11 %, азиаты — 0,25 %, гавайцы — 0,03 %, представители других рас — 0,12 %, представители двух или более рас — 0,67 %. Испаноязычные составляли 0,64 % населения независимо от расы.
В составе 29,50 % из общего числа домашних хозяйств проживают дети в возрасте до 18 лет, 56,80 % домохозяйств представляют собой супружеские пары проживающие вместе, 10,80 % домохозяйств представляют собой одиноких женщин без супруга, 28,90 % домохозяйств не имеют отношения к семьям, 25,60 % домохозяйств состоят из одного человека, 12,90 % домохозяйств состоят из престарелых (65 лет и старше), проживающих в одиночестве. Средний размер домохозяйства составляет 2,44 человека, и средний размер семьи 2,91 человека.
Возрастной состав округа: 22,80 % моложе 18 лет, 7,30 % от 18 до 24, 27,10 % от 25 до 44, 26,40 % от 45 до 64 и 16,30 % от 65 и старше. Средний возраст жителя округа 40 лет. На каждые 100 женщин приходится 94,80 мужчин. На каждые 100 женщин старше 18 лет приходится 91,60 мужчин.
Средний доход на домохозяйство в округе составлял 30 989 $, на семью — 39 053 $. Среднестатистический заработок мужчины был 31 821 $ против 19 053 $ для женщины. Доход на душу населения составлял 16 472 $. Около 12,40 % семей и 16,60 % общего населения находились ниже черты бедности, в том числе — 24,30 % молодежи (тех кому ещё не исполнилось 18 лет) и 11,30 % тех кому было уже больше 65 лет.